# Tadayoshi Ichida
Tadayoshi Ichida (市田 忠義, Ichida Tadayoshi), né le 28 décembre 1942 à Osaka, est un homme politique japonais.
Membre de la Chambre des conseillers pour le Parti communiste japonais depuis 1998, il est secrétaire général de ce parti de 2000 à 2016.